# Proteroteri
Els proteroteris (Proterotherium) són un gènere extint de mamífers litopterns extints de la família dels proterotèrids que visqueren des de l'Oligocè inferior fins al Pliocè superior. Se n'han trobat restes fòssils a l'Argentina, el Brasil, l'Uruguai i Xile.